# Década de 240
Séculos: (Século II - Século III - Século IV)
Décadas: 190 200 210 220 230 - 240 - 250 260 270 280 290
Anos: 240 - 241 - 242 - 243 - 244 - 245 - 246 - 247 - 248 - 249